# マックス・リーバーマン
マックス・リーバーマン（独: Max Liebermann, 1847年7月20日 - 1935年2月8日）は、ドイツの画家でベルリン分離派創立者の一人である。

## 略歴
彼はベルリンのユダヤ人実業家の息子で、法学や哲学を学んでいたが、その後1869年にヴァイマル、1872年にパリ、1876年にはオランダに移り絵画を勉強した。一旦ミュンヘンに住んだが、1884年にベルリンに戻り残りの生涯をそこで過ごした。
リーバーマンは当初、田園の人物や、自身の生活風景などを描いた。後にロヴィス・コリント（Lovis Corinth）、マックス・スレーフォークト（Max Slevogt）らとともにドイツ印象派の代表的作家となる。彼は受け継いだ遺産をフランスの印象派絵画の収集にも費やした。その後、自分の庭の風景のほかにブルジョワジーなど富裕階級の生活風景や肖像画を描くようになり、ドイツの美術界や上流社会で尊敬される画家となった。一方で、より新しい世代であったゴッホなどを余り評価せず、ベルリンのナショナルギャラリーがゴッホの作品を巨費を投じて買った際には非難の一文を書いている。
1899年から1911年まで、彼はベルリン分離派を指揮した。1920年から1932年までプロイセン芸術院の総裁の地位にあり、プール・ル・メリット勲章を受章、ベルリン名誉市民に推挙されるなど老齢ながらドイツ画壇に君臨した。しかし1933年のナチ党の権力掌握後、ユダヤ人の出自によって非難されるようになり、芸術院からもナチス体制へどのような態度を取るか問いただされた。1933年5月、彼は芸術家が出自や政治という要素によって非難されるような状態では芸術院にとどまることはできないと名誉総裁の称号を返上した。
発表の機会や栄誉をすべて失ったリーバーマンは1935年に世を去り、数十年にわたりベルリン市の名士で芸術院の重鎮でもあったのに、葬儀に立ち会ったのはケーテ・コルヴィッツら数名だけであった。

### ベルリン分離派の長として
世紀の変わり目のベルリンで新しい美術様式を求めるユーゲント・シュティールがおこり、有志が1895年、ベルリンで文芸雑誌『Pan』を創刊する。リーバーマンは創立者の一人として表紙画のパーン神の頭部をフランツ・フォン・シュトゥックとともに描き、版画を寄せた。装丁と美術の責任者は作家のユリウス・マイヤー＝グラーフェ、美術史家のリヒャルト・グラウルである。

## ギャラリー

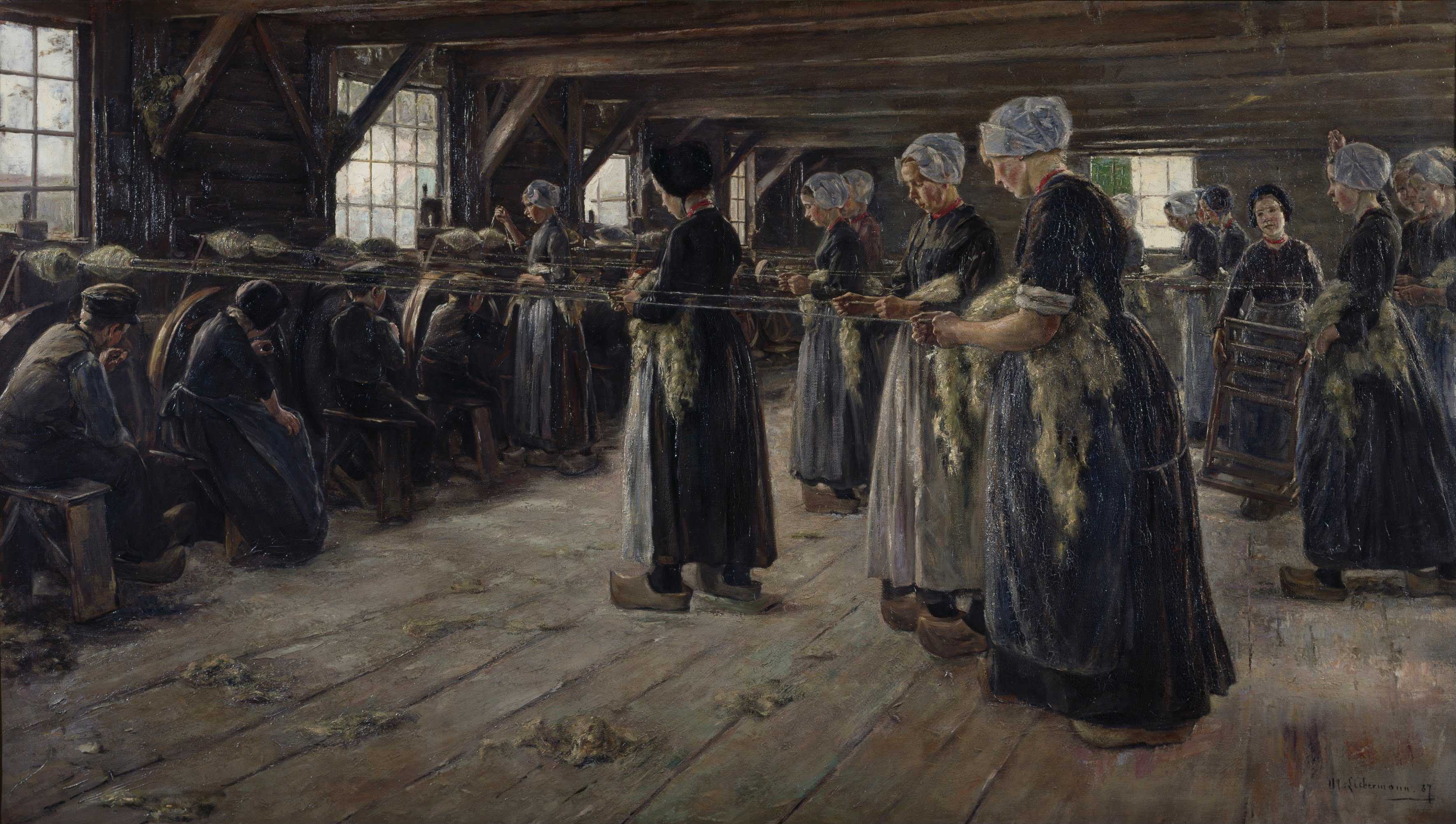
Flachsscheuer in Laren
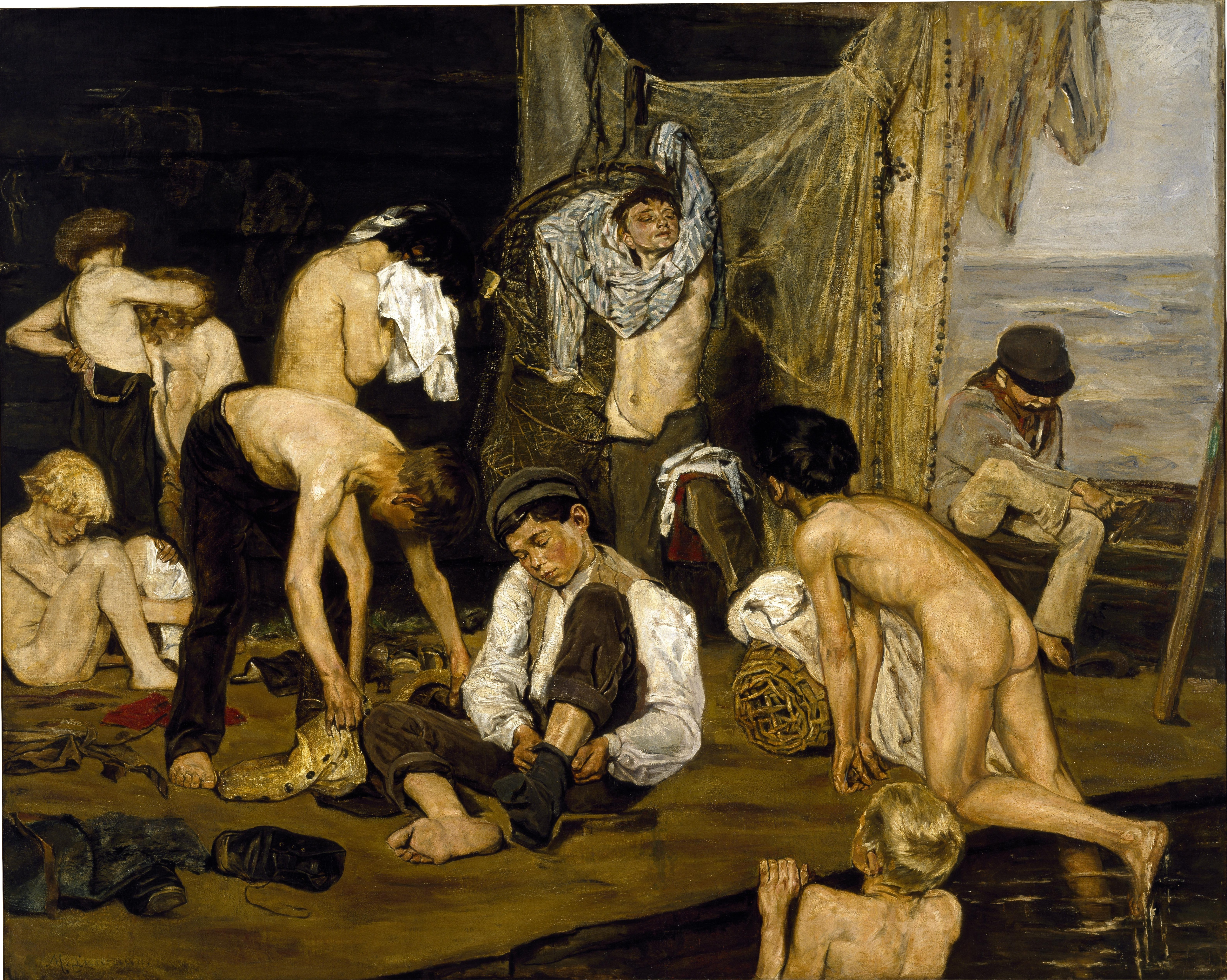
Im Schwimmbad, late 1870s, ダラス美術館
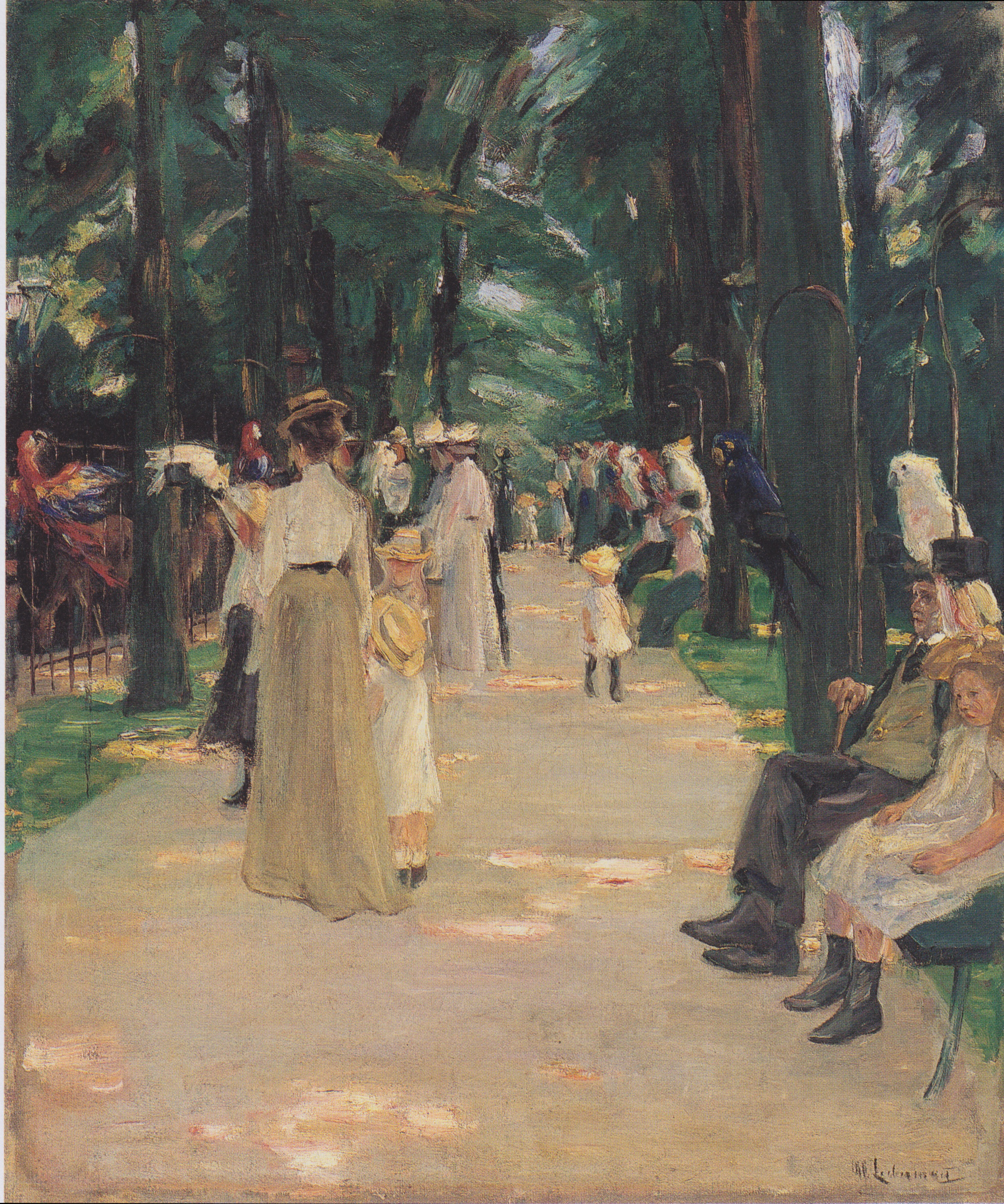
The Papageienallee (1902), 88.1 x 72.5 cm, ブレーメン美術館
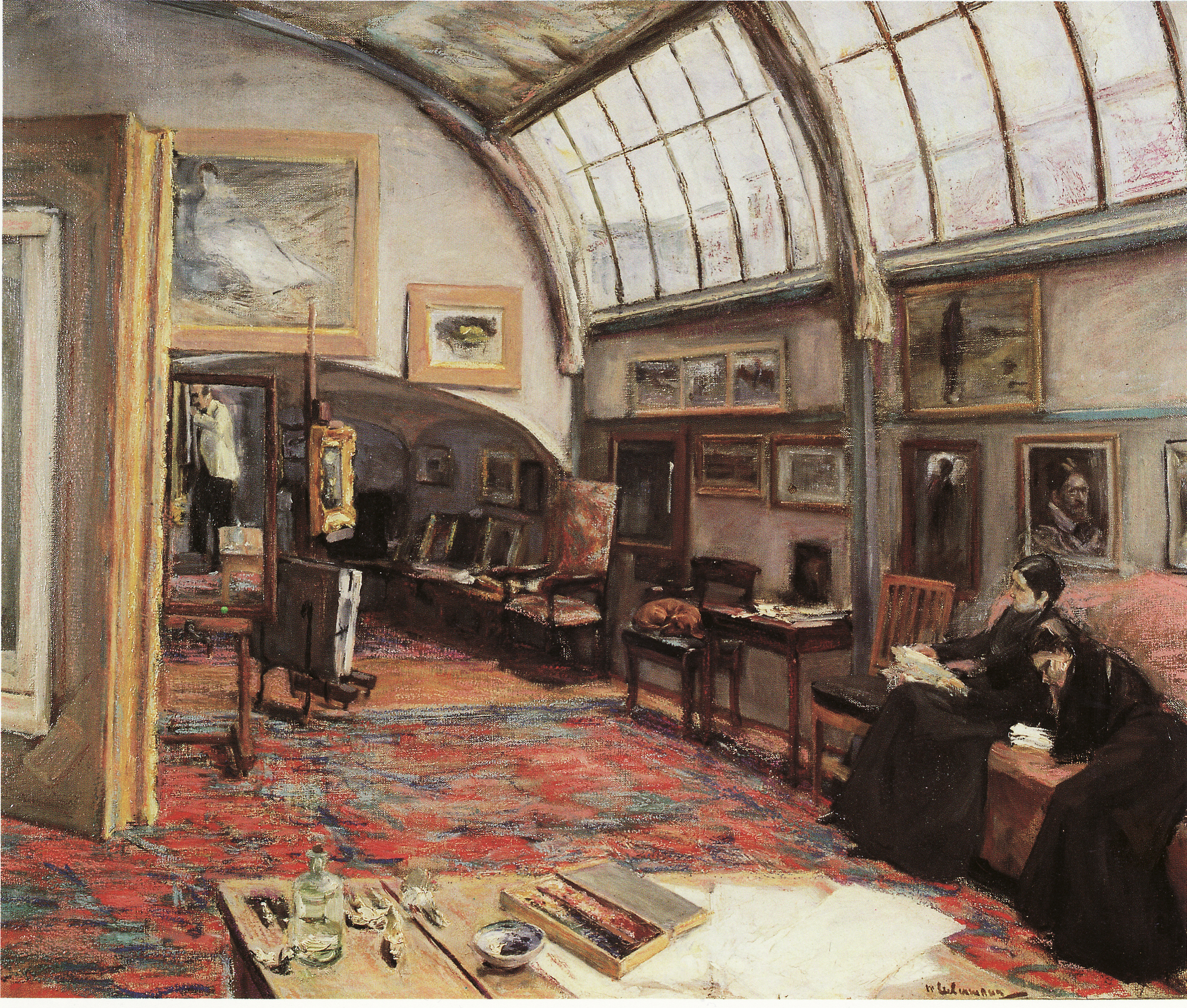
The Studio of the artist, 1902
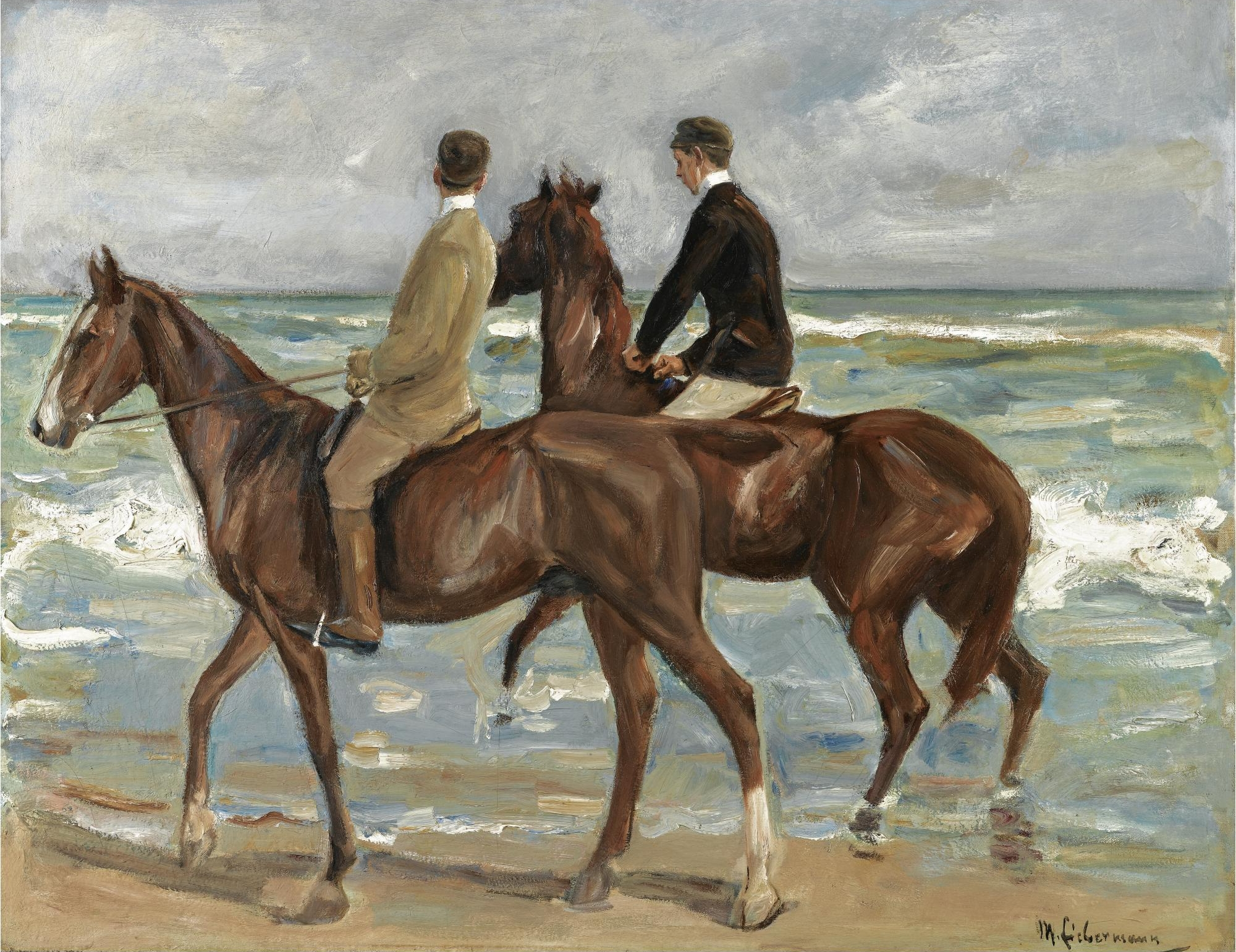
Two Riders on the Beach（浜辺の乗馬）[6], 1901
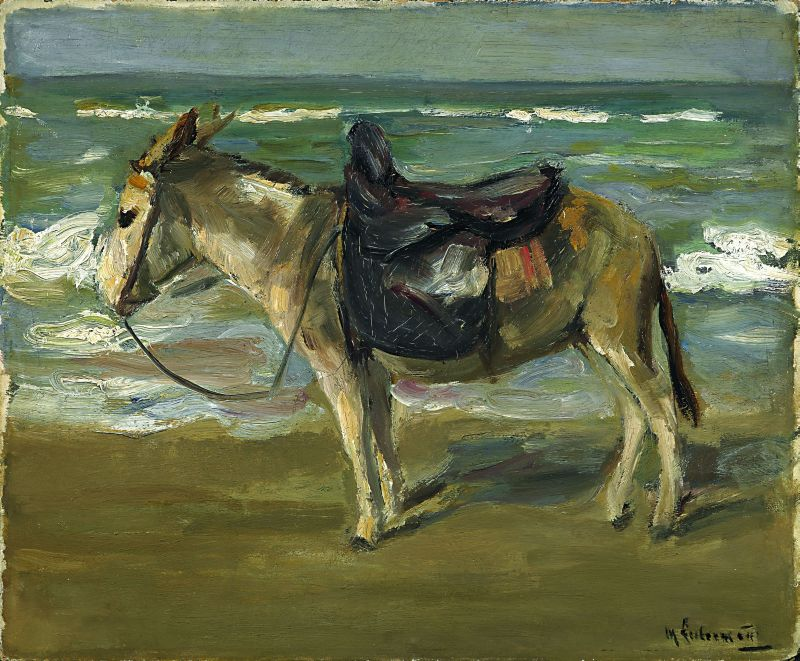
Riding Donkey at the Seashore, 1900
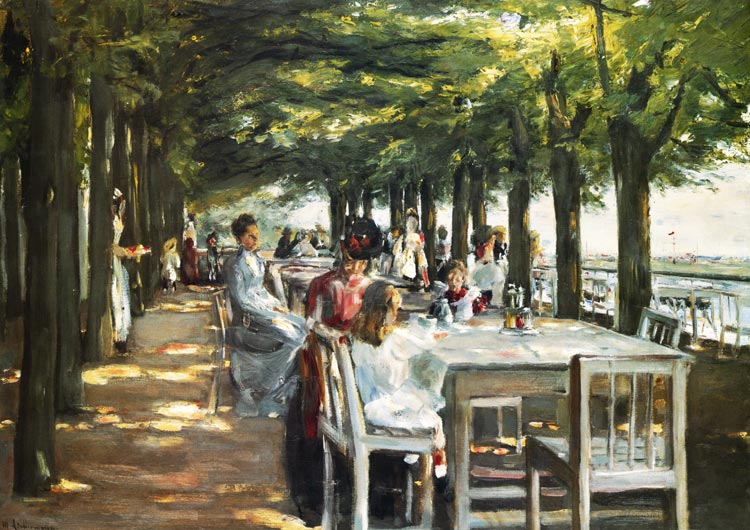
Restaurant Terrace in Nienstedten, 1902
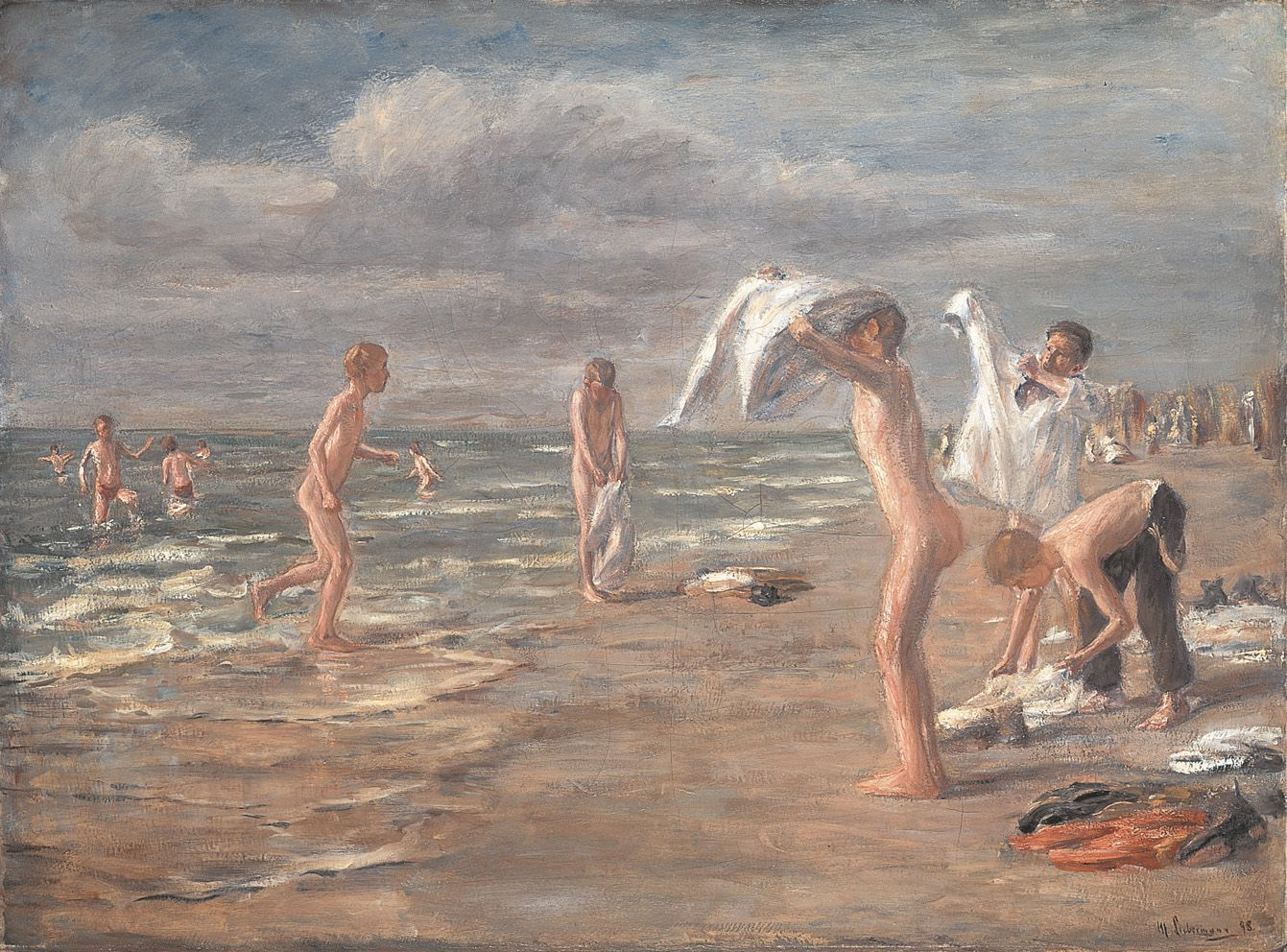
Boys Bathing, 1898
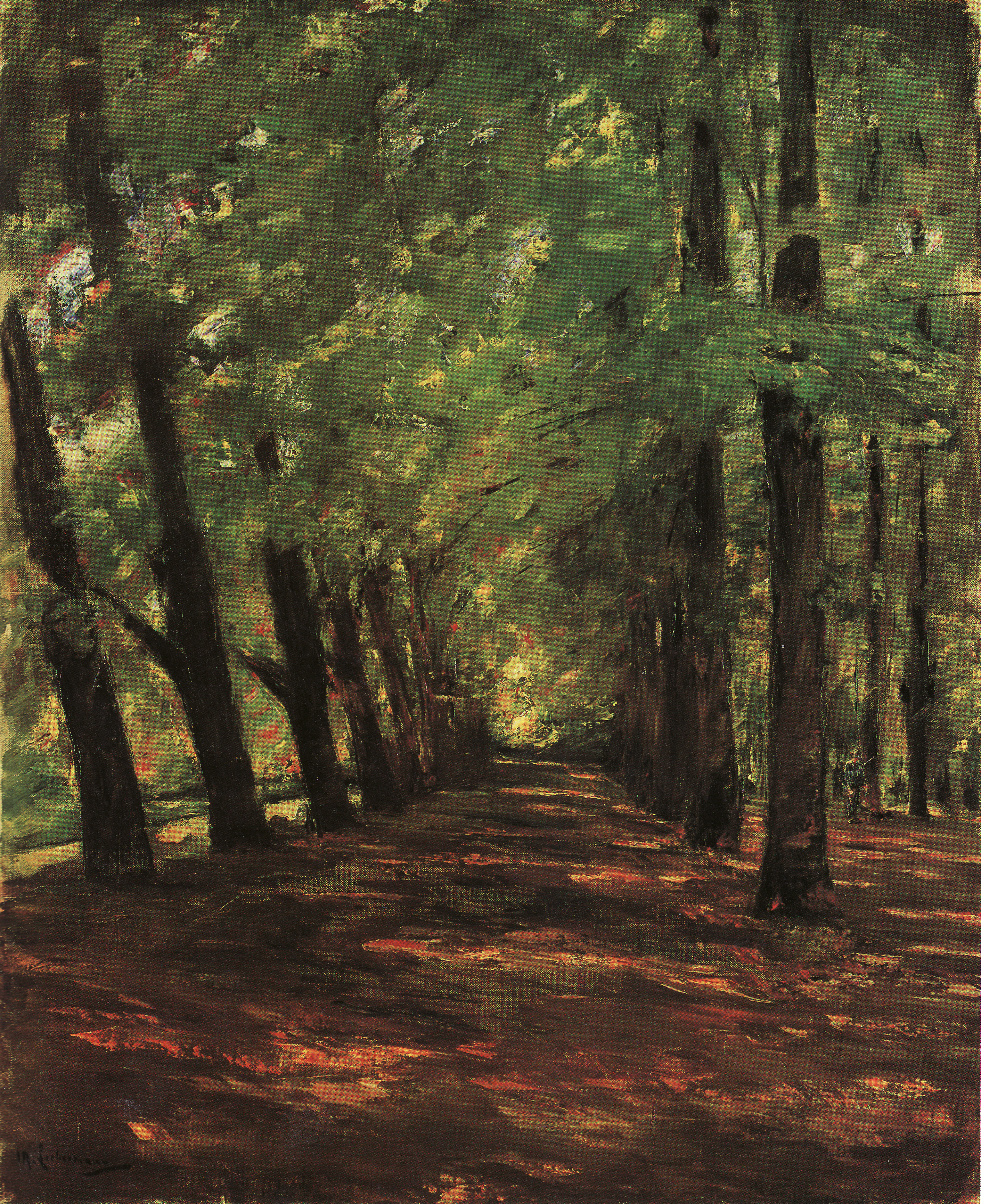
Allée in Overveen, Netherlands, 1895
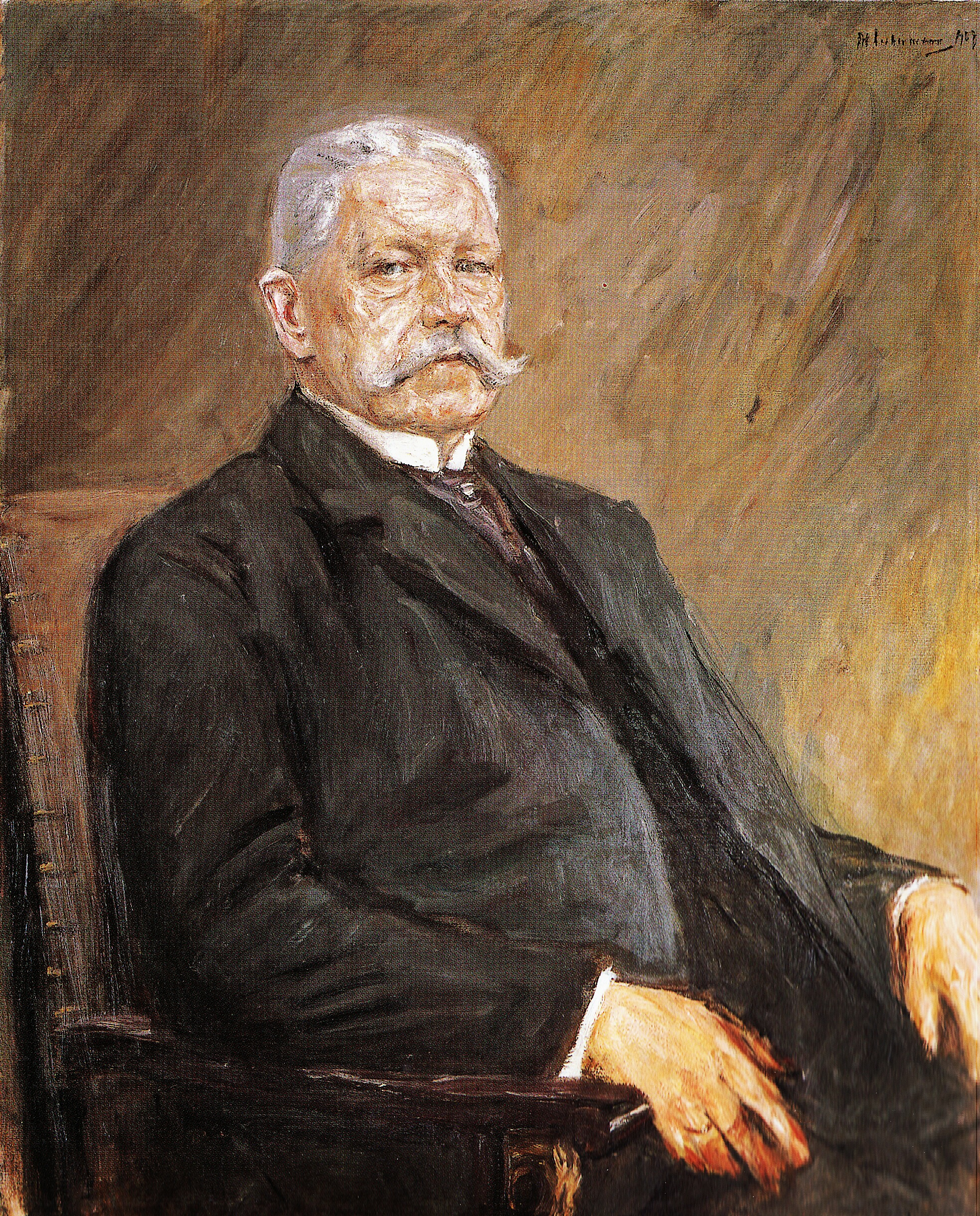
パウル・フォン・ヒンデンブルク大統領の肖像 (1927)
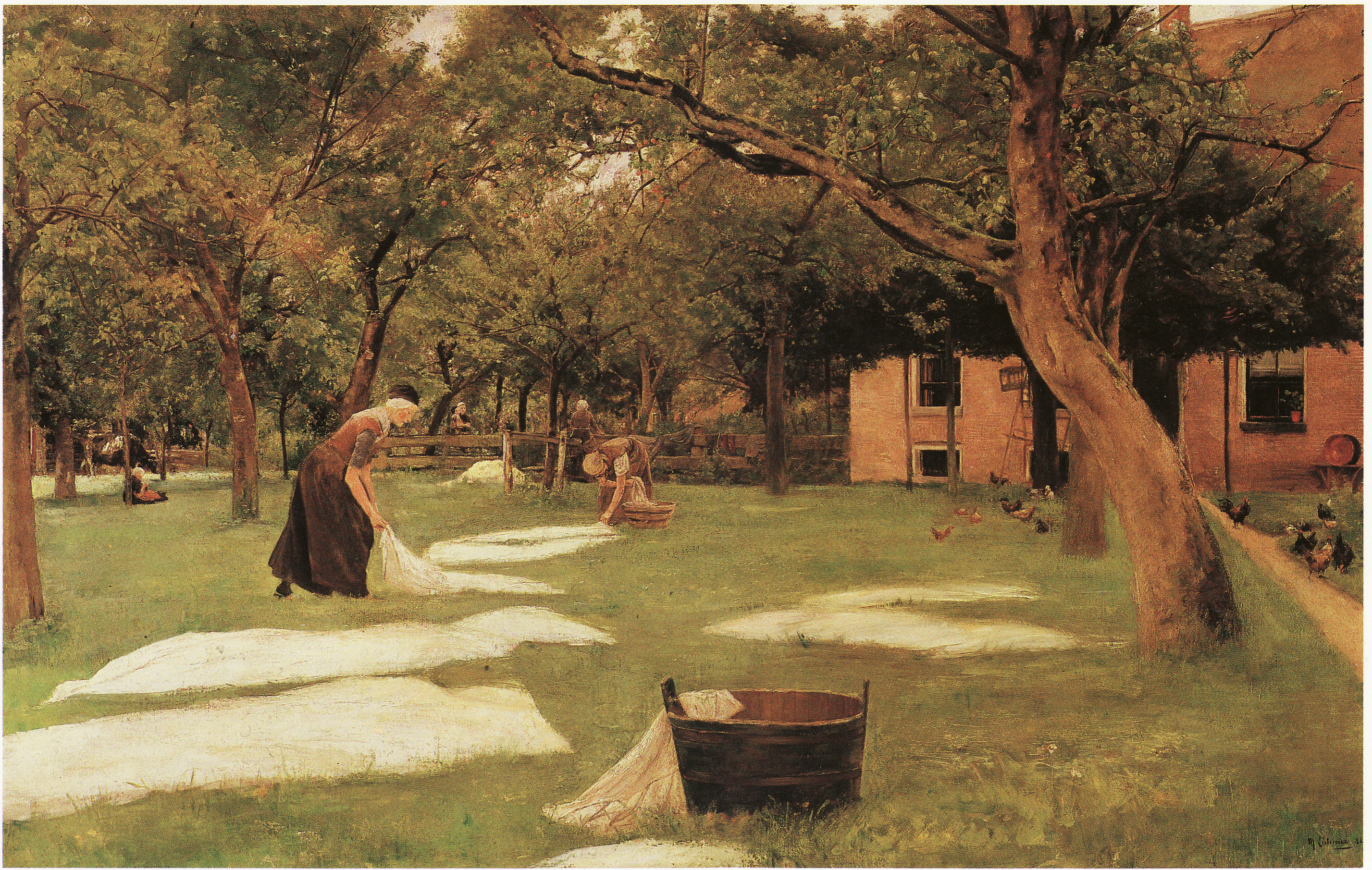
Die Rasenbleiche
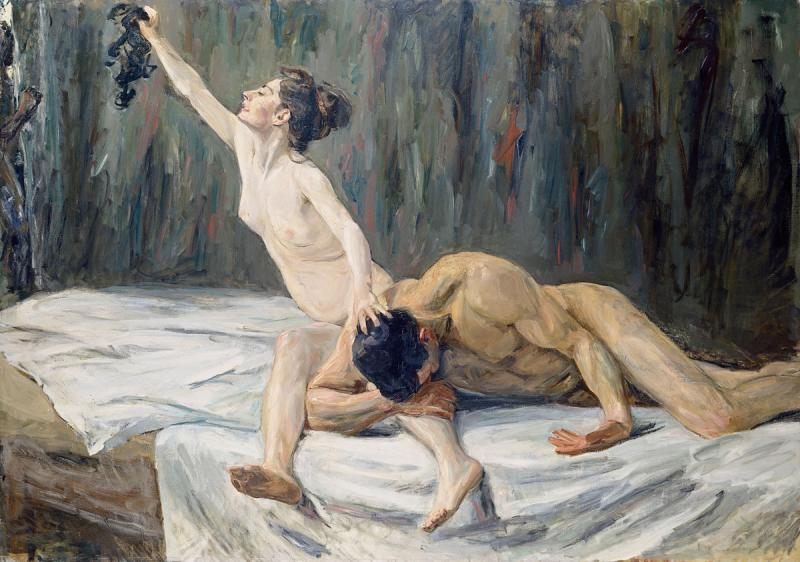
サムソンとデリラ, 1902

## 主な著作
- Libermann, Max ; Gold, Alfred. Carl Steffeck (1818-1890). Seine Kunst. Berlin: P. Cassirer, 1913. OCLC 1008339632. カール・ステフェック邸展覧会1913年10月の図録。
  - (von Max Libermann), sein Leben 「その人生」
  - (von Alfred Gold), seine Werke 「その作品」
- Liebermann, Max ; Busch, Günter ; Roehricht, Karl Hermann. Die Phantasie in der Malerei : Schriften und Reden.（ドイツ語） ベルリン：Buchverlag Der Morgen, 1986. 伝記。
- Liebermann, Max. Im garten von Max Libermann. Hamburger Kunsthalle, 2004. OCLC 609716100